# سوتووی لروآن
شهر سوتووی لروآن (به فرانسوی: Sotteville-lès-Rouen) در شهرستان سن مریتیم در ناحیه نرماندی علیا با جمعیت ۳۰٬۰۷۶ نفر در کشور فرانسه واقع شده‌است